# ʿAbdallāh ibn Ibād
ʿAbdallāh ibn Ibād al-Murrī at-Tamīmī (arabisch عبد الله بن إباض المري التميمي, DMG ʿAbdallāh ibn Ibāḍ al-Murrī at-Tamīmī) ist der Namensgeber (Eponym) der islamischen Glaubensrichtung der Ibaditen.
Die Identität Ibn Ibāds ist dunkel. Nach den beiden Autoren asch-Schahrastānī (1076–1153) und Zakariya Qazwini (um 1203–1283) organisierte er Mitte des 8. Jahrhunderts einen Aufstand gegen den Umayyaden-Kalifen Marwan II. Die Berichte der beiden Autoren wurden jedoch lange als anachronistisch zurückgewiesen, da es andere Berichte von den früheren arabischen Historiographen Abū Michnaf und al-Balādhurī gibt, nach denen Ibn Ibād in das späte 7. Jahrhundert gehört. Diesen Berichten zufolge war er einer der charidschitischen Aktivisten aus Basra, die 683 unter der Führung von Nāfiʿ ibn al-Azraq nach Mekka zogen, um Abdallah ibn az-Zubair gegen die Angriffe der Umayyaden zu verteidigen. Als die umayyadische Belagerung nach dem Tod des Kalifen Yazid I. zusammenbrach, zerstritten sich die Charidschiten mit ʿAbdallāh und zogen sich nach Basra zurück. Dort wurden sie von dem umayyadischen Gouverneur ʿUbaid Allāh ibn Ziyād gefangengesetzt, kamen jedoch bald wieder frei. Einige von ihnen zogen unter der Führung von Nāfiʿ ibn al-Azraq nach Ahwaz aus, um von dort aus einen großangelegten Aufstand zu unternehmen. Die in Basra verbliebenen Charidschiten, unter denen sich auch ʿAbd Allāh ibn Ibād befand, forderte Nāfiʿ auf, sich seiner Hidschra anzuschließen; da die Einwohner der Stadt Muschrikūn seien, müsse man sich unbedingt von ihnen lossagen. ʿAbd Allāh ibn Ibād soll diese Forderung jedoch mit dem Argument zurückgewiesen haben, dass die Bewohner von Basra keine Kuffār („Ungläubigen“) im Sinne eines Muschrik seien, von denen man sich trennen müsse, sondern nur Kuffār im Sinne von kuffār niʿma („Undankbare“). Von daher sei es weiterhin erlaubt, unter ihnen zu leben.
Das ibaditische Schrifttum bietet keine biographischen Informationen über Ibn Ibād, überliefert aber zwei Briefe, die er an den umayyadischen Kalifen Abd al-Malik ibn Marwan gerichtet haben soll. Die Authentizität dieser Briefe ist schon früh in Zweifel gezogen worden. Michael Cook stellte in den frühen 1980er Jahren die These auf, dass der erste Brief in Wirklichkeit von dem ibaditischen Gelehrten Dschābir ibn Zaid (gest. 712) stamme und von diesem an den Muhallabiden-Führer ʿAbd al-Malik ibn al-Muhallab gerichtet gewesen sei. Der zweite Brief, der anti-schiitische Polemiken enthält, stellt nach seiner Auffassung eine Fälschung dar, die kurz vor der Mitte des 8. Jahrhunderts abgefasst wurde.
Aufgrund eines Berichtes, den Wilferd Madelung vor einigen Jahren in einem Werk des bekannten Literaten Abū ʿUbaid Allāh al-Marzubānī (starb 994) entdeckte, neigt man heute wieder dazu, Ibn Ibād zeitlich später einzuordnen. Diesem Bericht zufolge wurde Ibn Ibād nach einer Auseinandersetzung mit dem schiitischen Dichter as-Sayyid al-Himyārī um 760 von dem abbasidischen Kalifen al-Mansūr eingekerkert und starb wenig später im Gefängnis. Madelung vermutet, dass erst nach diesem Vorfall die Gruppierung, der Ibn Ibād zugehörte, unter dem Namen Ibādīya bekannt wurde. Eigentlicher Führer war zu dieser Zeit allerdings nicht Ibn Ibād, sondern Abū ʿUbaida Muslim ibn Abī Karīma at-Tamīmī.
Aufgrund dieser neuen zeitlichen Einordnung Ibn Ibāds werden auch die ihm zugeschriebenen Briefe heute neu bewertet. Hinsichtlich des ersten Briefs hat John Wilkinson 2010 die These aufgestellt, dass er ursprünglich an ʿAbd al-Malik, den 719 verstorbenen Sohn von ʿUmar ibn ʿAbd al-ʿAzīz, gerichtet war. Madelung hat sich dieser Auffassung angeschlossen und hält es für wahrscheinlich, dass sie von Ibn Ibād selbst stammen. Hinsichtlich des zweiten Briefs vermutet er, dass er ebenfalls von Ibn Ibād stammt, aber in Wirklichkeit an al-Sayyid al-Himyarī gerichtet war.

## Belege
1. ↑  Vgl. Madelung 2006, 51.
2. ↑  Vgl. Cook 57–67.
3. ↑  Vgl. Cook 53–57.
4. ↑  Vgl. Madelung 2006, 52f.
5. ↑  Vgl. Madelung 2006, 56.

| Personendaten    | Personendaten                                                                                          |
| ---------------- | --- |
| NAME             | ʿAbdallāh ibn Ibād                                                                                     |
| ALTERNATIVNAMEN  | ʿAbd Allāh ibn Ibād al-Murrī at-Tamīmī (vollständiger Name); عبد الله بن إباض المري التميمي (arabisch) |
| KURZBESCHREIBUNG | Gründer der Ibaditen                                                                                   |
| GEBURTSDATUM     | 7. Jahrhundert                                                                                         |
| STERBEDATUM      | 7. Jahrhundert oder 8. Jahrhundert                                                                     |